# Блок (цветоводство)

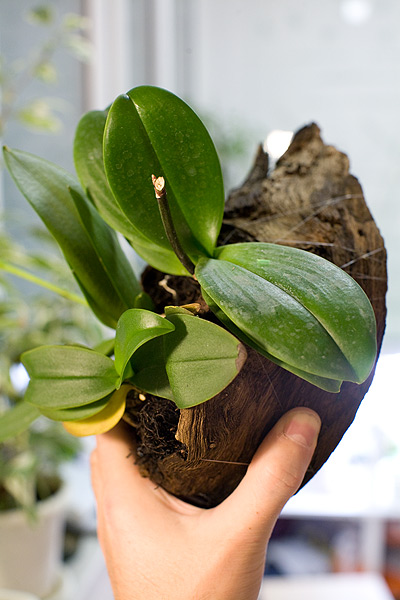
Блок для культивирования эпифитных растений с растущими на нем гибридными фаленопсисами

Блок — фрагмент коры сосны, пробкового дуба или другого дерева с толстой корой, либо кусок древесного ствола, виноградной лозы. Используется в оранжерейном и комнатном цветоводстве для посадки растений-эпифитов. Позволяет имитировать условия произрастания эпифитов в природе. 

Размеры блока должны соответствовать виду, который будет на него посажен. Виды с моноподиальным типом роста, такие как Гастрохилус японский (Gastrochilus japonicus) и Фаленопсис Чиба (Phalaenopsis chibae), нуждаются в небольших блоках, достаточных для сформирования полноценной корневой системы. Виды с симподиальным типом роста, например, Пафиния гребенчатая (Paphinia cristata) требуют блоков большего размера, имеющих свободное пространство для прироста корневища и формирования новых побегов.
Блок перед началом использования кипятят или дезинфицируют в пароварке. Делается это для уничтожения грибов, бактерий, взрослых насекомых, их кладок и личинок. Вода снижает кислотность сосновой коры. 
 
На блок укрепляют слой мха сфагнума, корни папоротника (триферн) или другой гигроскопичный материал, а сверху сажают растение. Для повышения декоративности на блок дополнительно высаживают эпифитные мхи. Сфагнум и растение крепят к блоку тонкой леской или резинками.  

Корневая система растений, посаженных на блок, быстро высыхает, поэтому такой способ посадки используется только в условиях высокой — от 70% и выше — относительной влажности воздуха. 
В период активной вегетации растения блок должен быть всегда влажным, иначе корни во время своего роста касаются его и перестают расти.